# Liout 2.0
Le Liout 2.0 (ukrainien : Лють, litt. « furie » ou « rage ») est un véhicule terrestre sans pilote (UGV) à roues de l’armée ukrainienne, apparu en 2024 durant la guerre russo-ukrainienne. Il a été testé au combat sur le front pour la première fois en septembre 2024.

## Conception
Le Liout est un petit véhicule de 300 kilos à quatre roues motrices. Ses grandes (par rapport à sa taille) roues, son châssis surélevé et son centre de gravité placé bas lui permettent de franchir les accidents du terrain. Son profil est conçu pour minimiser sa vulnérabilité et maximiser sa survie au combat. Ses roues sont conçues pour résister aux dommages, permettant de continuer à rouler même si elles sont touchées par des tirs,. Une grande partie de son poids est constituée par son blindage en plaques d’acier, protégeant les composants les plus importants, et lui donnant une protection de classe IV contre les tirs d’armes légères et les munitions standard, à l’exception des munitions perforantes,,,.
Il est muni de caméras et téléguidé à distance par un opérateur, comme un drone aérien FPV (en vue subjective). Le système de communication utilisé par le « Liout » est similaire à celui des drones commerciaux, ce qui le rend simple à contrôler. L’interface utilisateur est conçue pour être facile à utiliser, ne nécessitant qu’un seul opérateur avec deux joysticks pour contrôler à la fois le robot et son armement. Cela signifie que les soldats ayant une expérience préalable du pilotage de drones aériens peuvent rapidement apprendre à utiliser efficacement le Liout,,. La portée maximale de communication radio avec l’opérateur est de 2 kilomètres en visibilité directe, mais elle tombe à 700 mètres s’il y a des obstacles (naturels ou artificiels) qui masquent la vue directe,.
Le Liout peut fonctionner de manière autonome jusqu’à trois jours sur ses batteries, et a une portée opérationnelle allant jusqu’à 20 kilomètres,,.
Il est équipé d’une tourelle mobile armée d’une mitrailleuse PKT de 7,62 mm,, télécommandée, avec une capacité en munitions de 550 coups,. Ses caméras à 360 degrés lui permettent d’engager des cibles avec précision et de toucher des ennemis jusqu’à 800 mètres de distance,.

## Engagements
Le concept de véhicule blindé télécommandé n’est pas nouveau, mais ces engins se sont rarement distingués au combat. Les Soviétiques ont déployé des teletanks lors de leur invasion de la Finlande en 1940. Il s’agissait de chars légers obsolètes équipés de lance-flammes ou de mitrailleuses, mais sans caméra vidéo, de sorte que l’opérateur ne pouvait les contrôler que tant qu’ils étaient dans son champ de vision. Ils étaient censés être capables de s’approcher de positions lourdement défendues trop dangereuses pour que les chars avec équipage puissent les attaquer, mais ils étaient maladroits et peu fiables. Plus récemment, les Russes ont déployé des chars robots Uran-9 en Syrie, mais ceux-ci n’ont pas été efficaces et ont rencontré des problèmes tels que des communications peu fiables.
Le développement du Liout s'inscrit dans la volonté de « minimiser la participation humaine sur le champ de bataille », comme l'indiquait en mars 2024 Nataliia Kushnerska, la directrice des opérations de Brave1, l'incubateur technologique et gouvernemental ukrainien destiné à l'innovation et la production en matière de défense. Ce projet a été lancé en réponse à une demande de l’armée ukrainienne pour un robot prêt à être utilisé sur le champ de bataille pour affronter les forces russes,. De plus, le Liout possède des composants de communication que l’on retrouve souvent dans les drones commerciaux, ce qui fait de lui un système à faible coût. Le prototype initial a été créé à l’automne 2022 et l’engin a été soumis à plus de trente essais pour évaluer la précision de son tir, sa maniabilité, l’autonomie de sa batterie, sa capacité de déplacement sur divers terrains et l’efficacité de son système de communication dans un environnement de guerre électronique intense,,. Après ces tests approfondis, le Liout est passé d’un concept expérimental à la phase de développement de prototypes industriels. Les défauts mineurs identifiés au cours de la phase de tests ont été corrigés, et la documentation nécessaire à son déploiement opérationnel a été rédigée,.
L’apparition du drone a d’abord été signalée par le site Militarnyi qui en a publié une vidéo. Puis il a été signalé opérant avec la 12e brigade des forces spéciales de l’Ukraine, anciennement la brigade Azov. Celle-ci a publié des images du robot traversant un terrain difficile et a indiqué qu’il aide les soldats à la reconnaissance dans les zones dangereuses. La 12e brigade a déclaré qu’elle l’avait jusqu’à présent utilisé dans des missions telles que l’identification des positions ennemies, et comme un leurre en éloignant les tirs ennemis des positions des troupes ukrainiennes. Le 28 mai 2024, le ministre ukrainien de la Transformation numérique Mykhaïlo Fedorov a commenté sur le réseau Telegram « Le robot Liout attaque les positions russes et couvre nos défenseurs pendant l'assaut, ».
En septembre 2024, le magazine américain Forbes a rapporté que le drone avait été envoyé pour la première fois à l’assaut d’une position ennemie. Une vidéo de deux minutes a été postée sur les réseaux sociaux par une équipe de drones du 1er détachement du 8e régiment d’opérations spéciales ukrainiennes. Les premières images montrent des soldats russes à pied, occupant ce qui ressemble à une position défensive dissimulée dans la végétation à un carrefour routier. Puis on voit le Liout avançant vers les positions russes, passant par-dessus les mines antichar sans dommages et tirant avec sa mitrailleuse. Il opère de concert avec des drones volants explosifs et des tirs de mortiers. Des obus de mortier et des drones FPV frappent autour de lui, mais le Liout reste opérationnel alors qu’il a subi plusieurs coups de RPG (lance-roquettes) et de drones FPV. Finalement, il y a une explosion à l’intérieur de la position russe, puis la vidéo se termine sur au moins trois soldats russes qui abandonnent leurs tranchées et s’enfuient sur la route,. Le 1er détachement du 8e régiment d’opérations spéciales a commenté sur Telegram : « Résultat : une partie de l’ennemi a été détruite et le reste a fui,, ».
Même s’il ne s’agit que d’une opération limitée et non une grande bataille, elle a une portée symbolique : les Russes ont été contraints d’abandonner leur position, non seulement sans aucune perte côté ukrainien, mais sans qu'aucun combattant ukrainien ne se soit exposé. Ce type d’assaut aurait auparavant été exécuté par des soldats à pied, car les RPG et autres armes antichar russes auraient touché tout véhicule approchant, et des pertes humaines auraient été très probables,. Selon Forbes, l’attaque a probablement eu lieu le 18 ou le 19 septembre 2024 dans le village russe de Volfino, juste de l’autre côté de la frontière avec l'Ukraine, dans l’oblast de Koursk, à l’ouest de la Russie.